# 林玉辉
拿督林玉辉（1951年12月5日—）是文莱政府官员和东盟前秘书长。此前，他曾在文莱外交和贸易部担任常任秘书。
1977年进入文莱政府，1989年起从事外交和外事工作。他曾作为文莱代表，参加联合国、世界贸易组织、东盟等多个国际和区域多边组织的工作。2018年1月，正式就任东盟新一任秘书长。

## 荣誉

### 外国勋章奖章
- 旭日重光章（日本，2024年4月29日公布[3]）